# 阿爾巴尼亞地球科學及水文氣象局
阿爾巴尼亞地球科學及水文氣象局為阿爾巴尼亞國家提供地震、天氣和氣候月報資訊，目前該機構主要由阿爾巴尼亞政府科學研究部和地拉那理工大學管理，並與阿爾巴尼亞民間氣象組織所合辦，阿爾巴尼亞地球科學及水文氣象局於1960年代（當時仍是阿爾巴尼亞社會主義人民共和國政權管治時期）所設立。

## 部門

### 水文部
阿爾巴尼亞地球科學及水文氣象局水文部用作全天候監察阿爾巴尼亞的洪水、雪災雨災乃至乾旱時河流流量變化，若有嚴重乾旱、雪災和雨災等情況部門會向國民發出相關警報。

### 氣象部
阿爾巴尼亞地球科學及水文氣象局氣象部用作向國民發佈每日由散佈在全國各州的氣象站所量度的氣溫、露點、降水量、濕度、日照時間、風向和風速數據，乃至收集惡劣天氣如冰雹、暴雨、暴雪、龍捲風的現象，旨在讓國民能夠及時掌握天氣變化。

### 地質部
阿爾巴尼亞地球科學及水文氣象局地質部用作觀察阿爾巴尼亞版塊移動、複雜的地形起突、沿海和山脈岩石與其他巴爾幹半島國家的特徵分別，以及監察地理環境的變化，例如土壤水份、風能、水能、潮汐能等可再生能源產能與其所在的地方選址是否適合。

### 地震部
阿爾巴尼亞地球科學及水文氣象局地震部用作持續監測並記錄阿爾巴尼亞及週邊地區的地震活動、營運和管理阿爾巴尼亞國家地震台網（ANSN）、確保即時地震資訊傳播並支援國家民防局（NACP）的適當準備以及減災和響應業務和研究活動。